# 爭氣行動
爭氣行動 (Clear the Air)，是香港一間環保組織，於1997年12月10日成立，致力協助香港政府及各有關機構頒佈及推行減低空氣污染之法例，以改善香港的空氣質素。

## 使命
作為該會的義務工作者，「爭氣行動」一直肩負這個使命，並朝著以下三個大方向努力邁向該團體的目標： 
1. 進行推廣及宣傳活動，以爭取社會大眾的支持；
2. 向政府及有關機構建議切實而有效的解決方案；
3. 向普羅大眾灌輸有關空氣污染的知識，讓他們體會此問題對健康及生活的影響。

- 細菌、化學品污染室內空氣 爭氣行動為學校檢測　提出改善措施 （页面存档备份，存于）
- 專橫的「爭氣行動」 （页面存档备份，存于）